# Баня-Луцька фондова біржа
Баня-Луцька фондова біржа або BLSE (серб. Бањалучка Берза, серб. Banjalučka Bērza) — фондова біржа, що працює в місті Баня-Лука у Республіці Сербській, Боснія і Герцеговина.

## Історія
15 липня 1998 — Ухвалення Закону про цінні папери за умови необхідної правової бази для встановлення ринку капіталу Республіки Сербської.
4 травня 2000 — Національні Збори Республіки Сербської призначили перших членів Комісії з цінних паперів Республіки Сербської.
26 лютого 2001 — Заснований Центральний регістр цінних паперів (CRHoV).
9 травня 2001 — Вісім банків і одна компанія з торгівлі цінними паперами підписали контракт про заснуванн Баня-Луцької фондової біржі.
9 серпня 2001 — Комісія з цінних паперів Республіка Сербська видає дозвіл на роботу Баня-Луцької фондової біржі.
29 листопада 2001 — Перший капітал з програми приватизації був зареєстрований в Центральному реєстрі цінних паперів.
5 березня 2002 — підписано договір про передачу ліцензії між Дирекцією з приватизації і BLSE, котрий надав можливість BLSE приєднатися до електронної торгової системи (BTS), що розроблена Люблянською фондовою біржею (LJSE).
14 березня 2002 — Перша торгова сесія BLSE проходила за участю шести членів, які торгували 20 пакетами цінних паперів.
12 вересня 2002 — Закон про приєднання набрав чинності.
30 вересня 2002 — BLSE і LJSE підписали Меморандум про співробітництво та обмін інформацією.
10 Грудень 2002 — Підписаний договір про регіональну співпрацю в галузі освіти і фінансових ринків з Белградською фондовою біржею.
24 січня 2003 — Відбулася перша сесія Комісії лістингу, на який запаси 13 приватизаційних інвестиційних фондів допустили до офіційного ринку BLSE.
11 лютого 2003 — Перші угоди, укладені з акціями ПІФів.
20 серпня 2003 — Відбувся перший аукціон з капіталом державної власності.
23 вересня 2003 року — Акції Модричського нафтопереробного заводу (Рафинерије уља АД) почали котируватися на BLSE. Це перша компанія, чиї акції почали котируватися в Боснії.
27 квітня 2004 — Встановлений Біржовий фондовий індекс Республіки Сербської (BIRS).
29 січня 2004 — Встановлений Інвестиційний фондовий індекс Республіки Сербської(FIRS).
29 грудня 2005 — Встановлений Індекс комунальних енергетичних компаній Республіки Сербської (ERS10).

## Стратегія
Стратегією Баня-Луцької фондової біржі є подальше поліпшення якості і створення дешевших послуг для своїх учасників і забезпечення прозорого та справедливого торгового середовища для вітчизняних і зарубіжних емітентів і інвесторів. BLSE буде продовжувати працювати на досягнення рівня послуг, порівнянних з тими, що переважають на розвинених ринках капіталу.
Цілі:
- Захист інтересів інвесторів;
- Стимулювання інвестицій у цінні папери;
- Забезпечення ліквідності і «глибини» на ринку капіталу Республіки Сербської;
- Введення нових фінансових інструментів на ринку капіталу Республіки Сербської
- Створення умов для відкритих акціонерних товариств, щоб залучати кошти, необхідні для фінансування своїх планів розвитку;
- Сприяти лістингу цінних паперів, що випущені місцевими компаніями;
- Залучення іноземних інвесторів за рахунок використання рекламної кампанії, щоб з'єднатися з регіональним ринком капіталу
- Підключення до регіонального ринку капіталу.

## Офіційний ринок
Офіційний ринок є престижною частиною біржового ринку, де, крім загальних умов, існують також вимоги конкретних умов щодо кількості  справедливості, диверсифікації акцій, ефективності бізнесу і об'єктивності фінансової звітності. З урахуванням рівня розвитку ринку капіталу Республіки Сербської, найбільша кількість цінних паперів від процесу приватизації котирується на вільному ринку BLSE.
Загальні умови для розміщення цінних паперів на організованому ринку, є:
- Можливість торгувати в організованому порядку цими цінними паперами;
- Цінні папери оплачені в повному обсязі;
- Вільно котируються;
- Емітовані у нематеріальній формі;

У фондовій біржі приймаються цінні папери, що, на додаток до загальних умов, повинні відповідати певним конкретним критеріям:
- Роки роботи: 3 роки
- Реальність і об'єктивність бухгалтерської звітності перевірена аудитом
- Розмір капіталу: 5000000 KM
- Мінімальне значення для торгів: 1000000 KM
- Відсоток акцій у наявності: не менше 15 %
- Кількість власників акцій: щонайменше 50

       
Критерії лістингу облігацій:
- Роки існування: 3 роки
- Реальність і об'єктивність бухгалтерської звітності перевірена аудитом
- Випуск номінальної вартості: 1000000 KM

       
Облігації Республіки Сербської можуть бути допущені до офіційного ринку фондової біржі без будь-яких конкретних умов або обмежень.
В даний час на офіційному ринку котируються акції 13 приватизаційних інвестиційних фондів. У майбутньому очікується реєстрація кількох великих акціонерних товариств, які відповідають критеріям для включення до фондової біржі.

## Вільний ринок
На цьому сегменті ринку є цінні папери, які відповідають загальним вимогам для вступу. Включення до позабіржового ринку цінних паперів здійснюється на прохання емітента, власника окремих цінних паперів або за постановою. Дії процесу приватизації і публічно випущені цінні папери допущені за постановою на основі доповіді Центрального регістра. Кількість зареєстрованих цінних паперів в даному сегменті ринку склав 370 в кінці 2002-го, а до кінця 2005 року кількість компаній, чиї акції котируються на позабіржовому ринку цінних паперів склав 760. Після створення акціонерних товариств, які пройшли ваучерну приватизації, вільний ринок буде котирувати близько 830 пакетів цінних паперів.

## Індекси
- BIRS, індекс 12 провідних пакетів акцій, що котирують на фондовій біржі, в тому числі Telekom Srpske і Рафинерије уља а. д. Модрича.
- FIRS, індекс 13 приватизаційних інвестиційних фондів Республіки Сербської.

## Кліринг і розрахунки
Центральний реєстр цінних паперів бере на себе виконання грошових зобов'язань і виконання зобов'язання з передачі цінних паперів, що випливають з  угод, що укладені на фондовій біржі або іншого регульованого публічного ринку.
Секретаріат виконує такі види робіт:
- Реєстрація та обслуговування цінних паперів, тобто зведення інформація про цінні папери, власності та безпеки всіх операцій передачі власності або інші зміни в статусі цінних паперів, матеріальних і нематеріальних форми;
- Реєстрація та ведення інформації визначення власності або інших корпоративних прав, як матеріальних цінних паперів так і нематеріальних;
- Облік найменування емітентів рахунків, тобто рахунків власників цінних паперів, а також видача довідок про стан і зміни в цих рахунках
- Перекази, депозити ING, розрахунки і клірингова діяльність, що виникають в результаті операцій з цінними паперами.

Центральний реєстр є унікальною базою даних за всіма цінними паперами, які торгуються на ринку цінних паперів і особливо база даних, що відносяться до реєстрації права власності та зміни права власності на цінні папери. Ця база даних повинна включати в себе всі цінні папери. Угоди, укладені на BLSE розраховуються за схемою T+3.

## Регулювання іноземних інвестицій і оподаткування
Іноземний інвестор має рівні права з боснійськими інвесторами щодо прав і обов'язків і правового статусу на підприємствах. Іноземний інвестор набуває право на додаткові гарантії, які не надаються місцевим особам, оскільки Конституція Республіки Сербської передбачає, що власність, придбана за рахунок інвестицій капіталу не може бути зменшена законом або будь-яким іншим регулятором і гарантує безкоштовну експатріацію прибутку і капіталу після закінчення інвестицій.
Форми іноземних інвестицій відповідно до закону здійснюються в такий спосіб:
- Створення юридичної особи, що повністю належить іноземному інвестору
- Створення юридичної особи, якою спільно володіють національний та іноземний інвестор
- Інвестиції в існуючі юридичні особи
- Особливі форми інвестицій.

Відповідно до Закону про підприємства в Республіці Сербській, можна встановити:
- Державне підприємство
- Товариство
- Обмежене товариство
- Акціонерне товариство
- Товариство з обмеженою відповідальністю.

Іноземні особи можуть придбати акції та облігації. Акціонерне товариство і товариство з обмеженою відповідальністю може бути встановленез капіталу у вигляді грошових коштів, товарів або прав.